# Þórsmörk

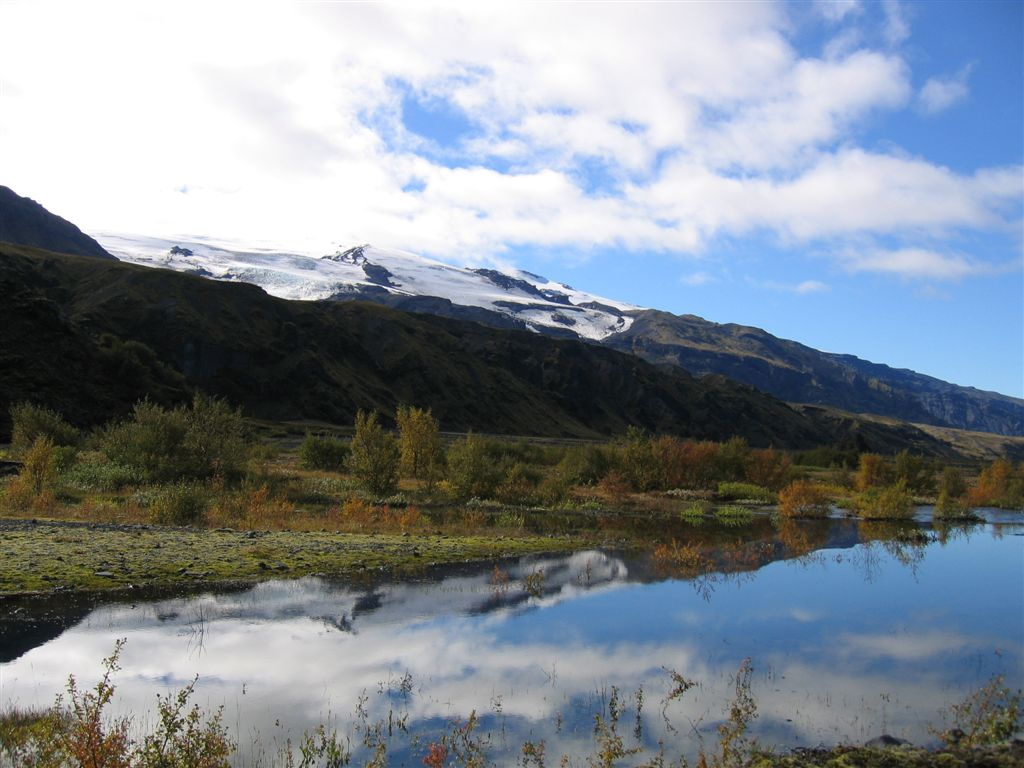
Þórsmörk a la tardor del 2005

Þórsmörk o Thórsmörk és una vall d'Islàndia que rep aquest nom de la mitologia germànica del déu Thor (Þór, en islandès). Es troba al sud d'Islàndia entre les glaceres de Tindfjallajökull i Eyjafjallajökull.
A la vall el riu Krossá serpenteja entre les muntanyes. Té un clima relativament càlid, ja que es tracta d'una vall protegida per les muntanyes hi ha molsa, falgueres, bedolls i altres arbusts.